# Elecciones municipales de Moyobamba de 2018
Las elecciones municipales de Moyobamba de 2018 se llevaron a cabo el 7 de octubre de 2018 para elegir al alcalde y al Concejo Provincial de Moyobamba para el periodo 2019-2022. La elección se celebró simultáneamente con elecciones regionales y municipales (provinciales y distritales) en todo el Perú.
Como resultado de esta elección, Gastelo Huamán Chinchay, candidato de Acción Regional, obtuvo el 39.13% de votos válidos y resultó electo como alcalde provincial de Moyobamba.

## Sistema electoral
La Municipalidad Provincial de Moyobamba es el órgano administrativo y de gobierno de la provincia de Moyobamba. Está compuesta por el alcalde y el Concejo Provincial.
La votación del alcalde y el concejo se realiza en base al sufragio universal, que comprende a todos los ciudadanos nacionales mayores de dieciocho años, empadronados y residentes en la provincia de Moyobamba y en pleno goce de sus derechos políticos, así como a los ciudadanos no nacionales residentes y empadronados en la provincia de Moyobamba. No hay reelección inmediata de alcaldes.
El Concejo Provincial de Moyobamba está compuesto por 11 regidores elegidos por sufragio directo para un período de cuatro (4) años, en forma conjunta con la elección del alcalde (quien lo preside). La votación es por lista cerrada y bloqueada. Se asigna a la lista ganadora los escaños según el método d'Hondt o la mitad más uno, lo que más le favorezca.

## Composición del Concejo Provincial de Moyobamba
La siguiente tabla muestra la composición del Concejo Provincial de Moyobamba antes de las elecciones.
| Partidos | Partidos                 | Regidores |
| -------- | ------------------------ | --------- |
|          | Nueva Amazonía           | 7         |
|          | Fuerza Popular           | 2         |
|          | Partido Aprista Peruano  | 1         |
|          | Alianza para el Progreso | 1         |

## Partidos y candidatos
A continuación se muestra una lista de los principales partidos y alianzas electorales que participaron en las elecciones:
| Candidatura | Candidatura | Partidos y alianzas                    | Candidato | Candidato                 | Ideología                                                          | Resultado previo | Resultado previo | Ref.  |
| Candidatura | Candidatura | Partidos y alianzas                    | Candidato | Candidato                 | Ideología                                                          | Votos (%)        | Reg.             | Ref.  |
| ----------- | ----------- | -------------------------------------- | --------- | ------------------------- | ------------------------------------------------------------------ | ---------------- | ---------------- | ----- |
|             | NA          | Lista - Nueva Amazonía (NA)            |           | Norith Grandez Olórtegui  | Regionalismo sanmartinense                                         | 24.36%           | 7                | [ 3 ] |
|             | FP          | Lista - Fuerza Popular (FP)            |           | Wilson Becerra Pérez      | Fujimorismo Conservadurismo social Populismo de derecha            | 21.55%           | 2                | [ 3 ] |
|             | APRA        | Lista - Partido Aprista Peruano (APRA) |           | Ernesto Peña Robalino     | Aprismo                                                            | 15.50%           | 1                | [ 3 ] |
|             | APP         | Lista - Alianza para el Progreso (APP) |           | Anastasio Silva Vásquez   | Liberalismo económico Conservadurismo liberal Populismo de derecha | 14.31%           | 1                | [ 3 ] |
|             | AR          | Lista - Acción Regional (AR)           |           | Gastelo Huamán Chinchay   | Regionalismo sanmartinense                                         | 10.29%           | 0                | [ 3 ] |
|             | AP          | Lista - Acción Popular (AP)            |           | Filiberto Mego Rodríguez  | Partido atrapalotodo                                               | 5.50%            | 0                | [ 3 ] |
|             | FA          | Lista - Frente Amplio (FA)             |           | Juan Rojas Burga          | Socialismo Ecologismo Descentralización                            | 1.11%            | 0                | [ 3 ] |
|             | UPP         | Lista - Unión por el Perú (UPP)        |           | Elvis Chávarri Horna      | Etnocacerismo Nacionalismo de izquierda Ultranacionalismo          | Nuevo            | Nuevo            | [ 3 ] |
|             | VP          | Lista - Vamos Perú (VP)                |           | Néstor Aguilar Santa Cruz | Populismo Socialdemocracia                                         | Nuevo            | Nuevo            | [ 3 ] |

## Resultados

### Sumario general
|                        |                                |              |              |              |           |           |
| Partidos y coaliciones | Partidos y coaliciones         | Voto popular | Voto popular | Voto popular | Regidores | Regidores |
| Partidos y coaliciones | Partidos y coaliciones         | Votos        | %            | +/−          | Total     | +/−       |
|                        | Acción Regional (AR)           | 22,227       | 39.13        | +28.84       | 7         | +7        |
|                        | Alianza para el Progreso (APP) | 10,522       | 18.52        | +4.21        | 2         | +1        |
|                        | Acción Popular (AP)            | 6,654        | 11.71        | +6.21        | 1         | +1        |
|                        | Vamos Perú (VP)                | 6,038        | 10.63        | Nuevo        | 1         | +1        |
|                        | Partido Aprista Peruano (APRA) | 4,797        | 8.45         | –7.05        | 0         | –1        |
|                        | Nueva Amazonía (NA)            | 3,643        | 6.41         | –17.95       | 0         | –7        |
|                        | Fuerza Popular (FP)            | 1,390        | 2.45         | –19.10       | 0         | –2        |
|                        | Unión por el Perú (UPP)        | 861          | 1.52         | n/a          | 0         | ±0        |
|                        | Frente Amplio (FA)             | 670          | 1.18         | +0.07        | 0         | ±0        |
|                        |                                |              |              |              |           |           |
| Total                  | Total                          | 56,802       |              |              | 11        | ±0        |
|                        |                                |              |              |              |           |           |
| Votos válidos          | Votos válidos                  | 56,802       | 81.48        | –5.43        |           |           |
| Votos en blanco        | Votos en blanco                | 5,424        | 7.78         | +3.49        |           |           |
| Votos nulos            | Votos nulos                    | 7,484        | 10.74        | +1.95        |           |           |
| Votos emitidos         | Votos emitidos                 | 69,710       | 74.68        | –5.07        |           |           |
| Abstenciones           | Abstenciones                   | 23,637       | 25.32        | +5.07        |           |           |
| Votantes registrados   | Votantes registrados           | 93,347       |              |              |           |           |
|                        |                                |              |              |              |           |           |
| Fuente:                |                                |              |              |              |           |           |

### Concejo Provincial de Moyobamba
| Cargo                            | Autoridad electa          | Partido político | Partido político         |
| -------------------------------- | ------------------------- | ---------------- | ------------------------ |
| Alcalde Provincial de Moyobamba  | Gastelo Huamán Chinchay   |                  | Acción Regional          |
| Regidor Provincial de Moyobamba  | Wildor Naval Serrano      |                  | Acción Regional          |
| Regidor Provincial de Moyobamba  | Gerardo Cáceres Bardalez  |                  | Acción Regional          |
| Regidor Provincial de Moyobamba  | Elver Gonzales Gaviño     |                  | Acción Regional          |
| Regidor Provincial de Moyobamba  | Arístides Quiroz Gil      |                  | Acción Regional          |
| Regidor Provincial de Moyobamba  | Wilfredo Cieza Yroreta    |                  | Acción Regional          |
| Regidora Provincial de Moyobamba | Karen Vásquez Tentest     |                  | Acción Regional          |
| Regidor Provincial de Moyobamba  | Richard Rojas Gonzales    |                  | Acción Regional          |
| Regidora Provincial de Moyobamba | Diana Martínez Chuquizuta |                  | Alianza para el Progreso |
| Regidor Provincial de Moyobamba  | Luis Vásquez del Águila   |                  | Alianza para el Progreso |
| Regidora Provincial de Moyobamba | Victoria López Arbildo    |                  | Acción Popular           |
| Regidor Provincial de Moyobamba  | Ronald Julca Urquiza      |                  | Vamos Perú               |

## Elecciones municipales distritales

### Sumario general
|         | Acción Regional (AR)           | 2 | +2 |  |  |  |
|         | Alianza para el Progreso (APP) | 2 | +2 |  |  |  |
|         | Acción Popular (AP)            | 1 | +1 |  |  |  |
|         | Nueva Amazonía (NA)            | 0 | –4 |  |  |  |
|         | Fuerza Popular (FP)            | 0 | –1 |  |  |  |
|         |                                |   |    |  |  |  |
| Total   | Total                          | 5 | ±0 |  |  |  |
|         |                                |   |    |  |  |  |
| Fuente: |                                |   |    |  |  |  |

### Resultados por distrito
La siguiente tabla enumera el control de los distritos de la provincia de Moyobamba. El cambio de mando de una organización política se resalta del color de ese partido.
| Distrito  | Alcalde(sa) titular           | Partido político | Partido político | Alcalde(sa) electo(a)        | Partido político | Partido político         |
| --------- | ----------------------------- | ---------------- | ---------------- | ---------------------------- | ---------------- | ------------------------ |
| Calzada   | Elvis Chávarri Horna          |                  | Nueva Amazonía   | Llimy Díaz La Torre          |                  | Acción Popular           |
| Habana    | Norman Zubiate Portollano     |                  | Nueva Amazonía   | Wilmer Constantino Fernández |                  | Alianza para el Progreso |
| Jepelacio | Máximo Garro Heredia          |                  | Nueva Amazonía   | Tito Solano Rodas            |                  | Acción Regional          |
| Soritor   | Josué Jara Acuña              |                  | Nueva Amazonía   | Segundo Ortiz Chávez         |                  | Acción Regional          |
| Yantaló   | José Eberardo Cabrera Guevara |                  | Fuerza Popular   | Víctor Monteza Dávila        |                  | Alianza para el Progreso |